# Park H
Park H (tot 2018 bekend als Grenslandhallen) is een evenementencomplex in de Belgische stad Hasselt met een totale oppervlakte van 35.000 m2. Onder meer de Trixxo Arena, Plopsa Indoor en de Versuz bevinden zich op het complex. Het complex trekt elk jaar meer dan 1 miljoen bezoekers aan. Tot 2018 heette het complex de Grenslandhallen.
Park H bevindt zich tussen de Grote Ring (R71), de Universiteitslaan (N702), de golfbaan Flanders Nippon Golf en de rivier de Demer.

## Geschiedenis
De Grenslandhallen werden geopend in mei 1983 met twee hallen en een esplanade van om en bij de 13.000 m². Doorheen de jaren groeide het complex verder uit. In 2002 werd het complex uitgebreid met het Congrestheater (nu Trixxo Theater), toneeltoren en vernieuwd restaurant. Vanaf dat moment konden naast beurzen ook congressen, musicals en concerten plaatsvinden in de Grenslandhallen.
In maart 2004 werd er gestart met de bouw van de Ethias Arena (nu Trixxo Arena) en bijkomende infrastructuur waardoor de oppervlakte steeg tot 35.000 m². De Ethias Arena werd op 21 september dat jaar in gebruik genomen.
Einde 2005 opende op het complex Plopsa Indoor Hasselt, het eerste overdekte themapark van België.
Van 1983 tot eind 2011 waren de stad Hasselt en UNIZO Hasselt elk voor de helft eigenaar van de vzw Grenslandhallen. In december 2011 liet UNIZO Hasselt haar aandelen over aan de stad Hasselt, die besloot de uitbating van het evenementencomplex te privatiseren. In januari 2012 nam de Sportpaleis Group de uitbating, roerende goederen en de bestaande overeenkomsten van de vzw Grenslandhallen over.
In december 2013 opende de megadancing Versuz aan de Grenslandhallen. Tot 2012 bevond deze zich aan de Kanaalkom.
In september 2018 wijzigde de naam van Grenslandhallen in Park H.

## Accommodaties
- Trixxo Arena
- Trixxo Theater
- Expo Hasselt
- Versuz (megadancing)
- Jumpsquare (trampolinepark)[4]
- The Park Playground (virtual realitypark)
- Plopsa Indoor (pretpark)
- Area V (polyvalente zaal)
- Bonta (restaurant)